# Baršun
Baršun je vrsta čupave tkanine, meke i ugodne na dodir. Odjeća od baršuna, u prošlosti smatrala se luksuznom. Može se izraditi od više materijala. Najbolji je dobiven od svile, a sintetički baršun izrađuje se od umjetnih vlakana ili od kombinacije prirodnih i umjetnih materijala.
Baršun od prirodnih materijala dobiva se od svile ili od pamuka. Svileni je bolji i skupocijeniji. U prošlosti se dobivao tkanjem na tkalačkim stanovima u dugom i skupom procesu. Nosili su ga plemići i bogati trgovci. Teško se prao, što je olakšano u moderno vrijeme.
Danas se baršun proizvodi i od sintetičkih materijala poput viskoze, poliestera, najlona ili kombinacijom npr. viskoze i svile. Doseljeni Kubanci u Kongu rade baršun od rafije. Postoji tehnika slikanja na baršunu. 
Baršun je prvi put proizveden u indijskoj pokrajini Kašmiru u 14. stoljeću. U Europi središte proizvodnje baršuna bilo je na sjeveru Italije i u belgijskom gradu Bruggeu. 
Engleski kralj Rikard II. tražio je, da ga pokopaju u baršunu.
Baršunasta revolucija naziv je za mirni pad komunizma u Čehoslovačkoj, a osamostaljenje i mirno odvajanje Češke i Slovačke poznato je kao Baršunasti razvod.
Riječ "baršun" je došla u hrvatski jezik iz mađarskog.